# Maurycy Minkowski
Maurycy Minkowski (né en 1881 à Varsovie en Pologne, décédé le 23 novembre 1930 à Buenos Aires en Argentine) est un peintre polonais d'origine juive, connu pour ses peintures de la vie des simples gens dans les Shtetls. 
.

## Biographie
Maurycy Minkowski nait dans une famille juive aisée de Varsovie. Dans son enfance, un accident le rend sourd. À sept ans, il entre dans un institut pour les sourds. Très tôt, le petit Maurycy démontre un réel talent pour les arts plastiques, et ses parents lui payent des cours privés de dessin. En 1901, il commence des études à l'Académie des beaux-arts de Cracovie dans les ateliers de Józef Mehoffer, de Jan Stanisławski et de Leon Wyczółkowski, et achève ses études en 1905 en remportant la  médaille d'or. 
Après avoir quitté l'Académie il se rend à Odessa, où il veut prendre conscience du massacre des Juifs qui vient de s'y dérouler. Ses observations sont immortalisées dans une série de dessins. Puis il s'installe à Varsovie, et  voyage à travers l'Europe de l'Ouest, s'arrêtant à Berlin, Dresde, Munich et Vienne. En 1908, il  arrive à Paris, où il s'installe définitivement, mais retourne souvent en Pologne. Il participe à des ateliers de peinture en plein air organisés à Kazimierz Dolny, près de Lublin, à Sniatyn et à Kraśnik. Ses œuvres sont exposées à la galerie nationale d'art Zacheta de Varsovie, à  Vilnius et à Łódź. En 1921 ses œuvres sont présentées à l'exposition d'art des artistes juifs de Varsovie et deux ans plus tard, la communauté juive de Varsovie organise une exposition de ses tableaux. En plus, ses œuvres sont présentes dans des galeries à Londres, Berlin, Paris, Saint-Pétersbourg, Königsberg et également en Belgique et dans d'autres villes d'Allemagne. 
En novembre 1930, il se rend en Argentine pour participer à la préparation d'une exposition de ses peintures. Il meurt le 23 novembre 1930 dans un accident de voiture dans l'une des rues de Buenos Aires. L'exposition prévue a lieu, transformée en une exposition posthume, dans la Galerie Müller, organisée par l'Association juive d'Argentine.

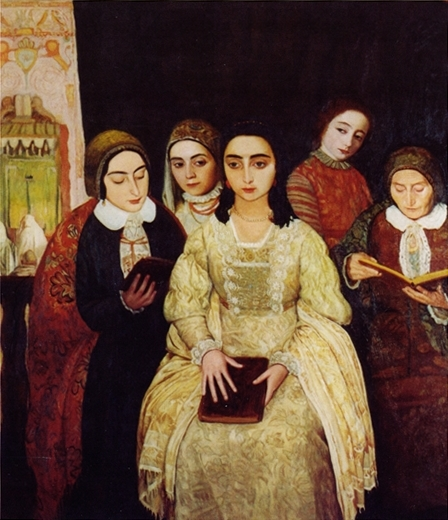
Minkowski:La jeune mariée

## Son œuvre artistique
L'œuvre de Maurycy Minkowski a évolué. Il peint tout d'abord des paysages et des portraits, mais à la suite de sa visite à Odessa après le pogrom, il s'oriente sur une peinture réaliste à thème juif. À la différence de certains autres peintres juifs qui se sont orientés vers la peinture des rites religieux juifs, présentant des hommes en prière à la synagogue lors des différentes fêtes religieuses, ou des élèves de Yechiva, Minkowski s'est surtout appliqué à retracer la vie des pauvres gens et principalement des femmes.  
Après sa mort, un Comité pro-Minkowski est créé en Argentine pour récolter des fonds pour l'achat de ses œuvres. Celui-ci donne en 1931 une de ses œuvres intitulée Comida para los pobres au Museo Nacional de Bellas Artes (Musée national des beaux-arts d'Argentine). Malheureusement cette œuvre restera dans les réserves du musée.   
Finalement en 1942, une grande partie de ses œuvres sont vendues aux enchères et achetées pour la plupart par la Fundación IWO  (branche argentine de YIVO – Institut de recherche juive). Elles sont alors conservées dans les locaux de l'AMIA (Association mutuelle israélite argentine). Lors de l'attentat du 18 juillet 1994, qui a détruit les bâtiments de l'AMIA, les œuvres de Minkowski ont pu être retirées des décombres sans trop de dommages. 

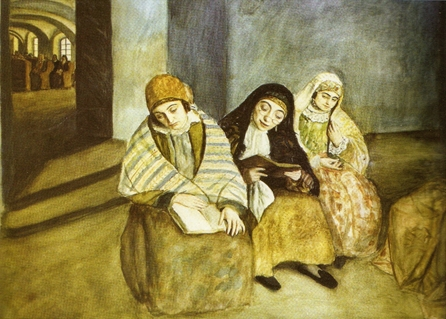
Prières de Tisha Be Av - Rappel de la destruction du Temple
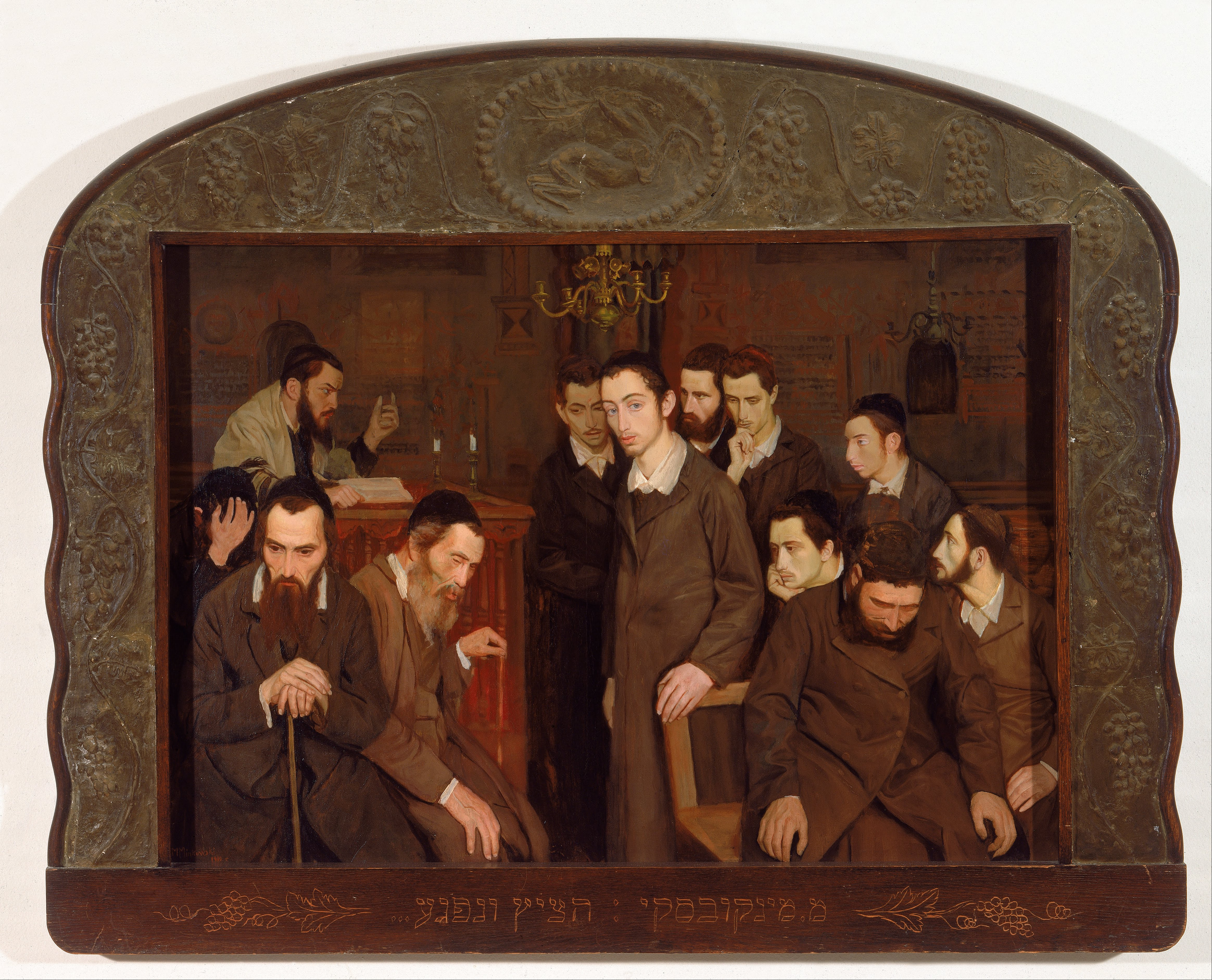
Il jette un œil et devient fou